# Бориново
Бориново е село в Южна България. То се намира в община Мадан, област Смолян.

## География
Бориново е село в Южна България. То се намира в Община Мадан, Област Смолян.
Отстои на около 4 км южно от град Мадан, на около 34 км източно от град Смолян, на близо 18 км в същата посока от град Рудозем, на 271 км югоизточно от столицата София.
Селото е свързано с редовен автобусен транспорт с град Мадан.
Намира се на 772 м надморска височина. Климатът е преходно-континентален. Зимата е мека и продължителна, а лятото прохладно.
Постоянното население е около 190 души.

## Други
Селото разполага с кметство, читалище, магазини и заведение. Изцяло електрифицирано и водоснабдено е. Има кабелна телевизия, интернет и покритие на мобилните оператори. Най-близко разположените детска градина, училища и болница се намират на територията на град Мадан.